# Una Bèstia Incontrolable
Una Bèstia Incontrolable és un grup de hardcore punk experimental nascut el 2012 a Barcelona.
Es tracta d'un grup autònom al marge del circuit de sales o festivals, amb arrels en una escena molt concreta, però amb un so fora de clixés estilístics. Neixen del punk per expandir-se més enllà del punk i del hardcore, portant aquest estil cap a terrenys més experimentals on es barreja amb la psicodèlia, el post-punk o el death rock. La idea amb la que començaren va ser la de barrejar el hardcore sorollós d'on venien amb influències més tribals, folklòriques o mediterrànies.

## Trajectòria
El grup està format per membres d'altres grups de hardcore i punk de l'escena barcelonina com Crosta, Glam, Atentado o Destino Final.
El 2012 van publicar un K7 autoeditat per ells mateixos titulat 10.11.12, que quatre anys més tard el 2016 reeditaria el segell anglès La Vida Es Un Mus en format LP de 12''.
En menys d'un any el grup va fer gires per Estats Units, tocant en sales, casals i espais okupats de tota classe i van publicar el seu primer LP en format vinil de 12'' a través de La Vida Es Un Mus, titulat Observant com el món es destrueix (2013), amb una pintura de Guillem "El Muro" de portada.
El març del 2014 van ser convidats per les promotores Los 4 Cocos i Sidewalk Bookings a participar en el cicle #BCNmp7 que organitzava el Centre de Cultura Contemporània de Barcelona. Per a acompanyar-los a l'escenari, el grup va escollir a Pharmakon dels Estats Units i a Coàgul de Barcelona, tots dos projectes solistes de noise industrial que participaren en la sessió col·laborant en directe amb Una Bèstia Incontrolable.
El mateix 2014 van publicar un EP titulat Nou món que va editar el segell discogràfic del grup nord-americà Iron Lung (Iron Lung Records), amb els quals van realitzar una gira pels Estats Units durant aquell mateix estiu.

## Discografia
- 2012: 10.11.12
- 2013: Observant com el món es destrueix
- 2014: Nou món
- 2017: Metamorfosi